# Incident de Sakuradamon
Ne doit pas être confondu avec Incident de Sakuradamon (1860).
L'incident de Sakuradamon (桜田門事件, Sakuradamon jiken), aussi appelé en Corée « acte patriotique de Lee Bong-chang » (이봉창의사 의거 , I bong-chang uisa uigeo),,, est le nom donné à la tentative d'assassinat de l'empereur du Japon Hirohito par l'activiste indépendantiste coréen Lee Bong-chang (hangul: 이봉창, hanja: 李奉昌) à Tokyo le 9 janvier 1932.

## Les faits

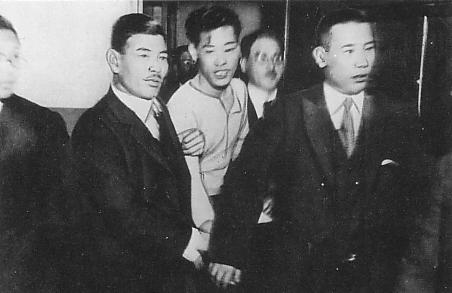
Lee Bong-chang arrêté.

Le 9 janvier 1932, l'empereur Hirohito sort du palais impérial de Tokyo par la porte de Sakuradamon pour assister à une parade militaire. Lee Bong-chang, membre de la légion patriotique coréenne (Haninaegukdan, Hangul: 한인애국단, hanja: 韓人愛國團) du gouvernement provisoire de la République de Corée dirigé par Kim Gu à partir de Shanghai, jette une grenade à main sur le véhicule hippomobile de l'empereur.
Lee avait lu l'emploi du temps de l'empereur dans un journal et réussit à s'approcher du convoi en portant un uniforme de la police militaire (Kenpeitai). La grenade explose cependant près du véhicule du ministre de l'Agence impériale, Ichiki Kitokurō, tuant deux chevaux. Le coupable fut rapidement arrêté par la garde impériale.
Lee est condamné le 30 septembre 1932 et exécuté à la prison d'Ichigaya (市谷刑務所) le 10 octobre de la même année.

## Conséquences
Prenant la responsabilité  des failles de la sécurité, le premier ministre Inukai Tsuyoshi donna sa démission, qui ne fut pas acceptée par l'empereur.
L'incident n'eut pas d'impacts sur la politique japonaise en Corée et fut rapidement considéré au Japon comme un acte terroriste isolé. Le gouvernement provisoire de la République de Corée salua cependant la tentative comme une preuve de la montée en puissance de l'opposition contre la domination japonaise en Corée. Lorsque ce sentiment fut repris par le journal officiel du Kuomintang en Chine, le gouvernement japonais protesta diplomatiquement et l'événement mena à une montée du sentiment anti-chinois au Japon à un moment où les relations entre les deux pays étaient particulièrement tendues.
Lee fut décoré à titre posthume par le gouvernement de Corée du Sud de l'ordre du Mérite pour la fondation de la nation en 1962 et par un timbre commémoratif en 1992.

## Source de la traduction
- (en) Cet article est partiellement ou en totalité issu de l’article de Wikipédia en anglais intitulé « Sakuradamon Incident » (voir la liste des auteurs).